# Ennstalské Alpy

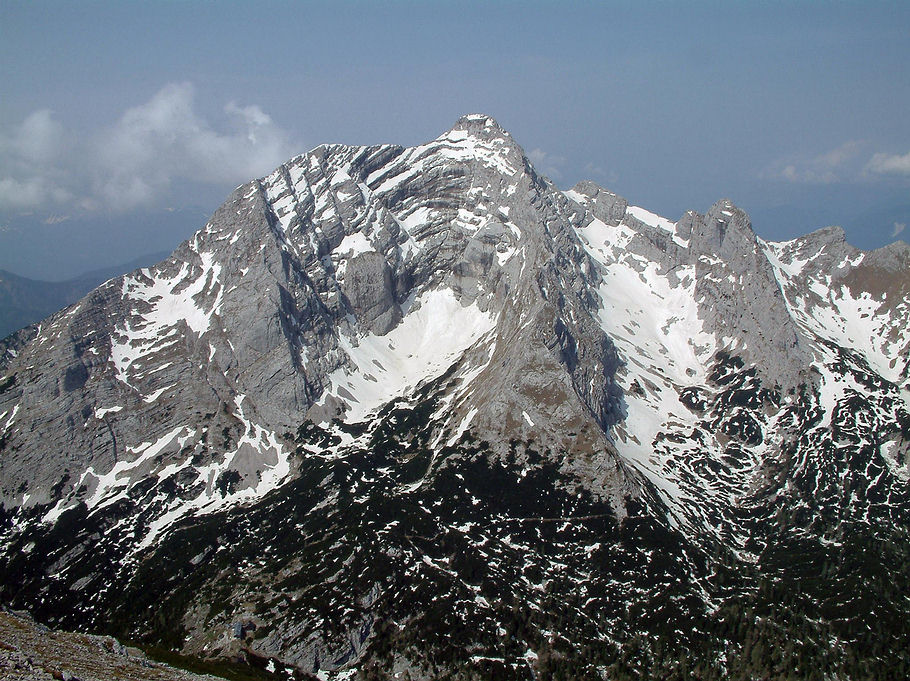
Hochtor – 2369 m n. m., východní stěna

Ennstalské Alpy (německy Ennstaler Alpen) je jedno z nejatraktivnějších pohoří Severních vápencových Alp. Pro svou krásu obrovských vápencových stěn a mnoha soutěsek byla centrální část oblasti vyhlášena za Národní park Gesäuse. Nejvyšší vrchol pohoří s nadmořskou výškou 2 369 m je Hochtor, který se zvedá nad obcí Gstatterboden s převýšením přes 1700 metrů. Ennstalské Alpy jsou poměrně chudé na vodu.

## Poloha a členění
Ennstalské Alpy řadíme do Severních vápencových Alp. Zaujímají rozlohu 1 300 km². Pohoří leží na území Štýrska a okrajově rovněž zasahuje do Horního Rakouska. Rozkládá se na obou březích řeky Enns. Ennstalské Alpy se dělí na několik samostatných masivů: Haller Mauern na severu, Buchsteingruppe, Gesäuse, skupinu Reiting a Eisenerzer Alpen.

### Sousední horské skupiny
Ennstalské Alpy sousedí s následujícími alpskými skupinami:
- Hornorakouské předhůří (na severu)
- Ybbstalské Alpy (na severovýchodě)
- Hochschwab (na východě)
- Lavanttalské Alpy (na jihovýchodě)
- Seckauské Taury (na jihu)
- Rottenmannské a Wölzské Taury (na jihozápadě)
- Totes Gebirge (na západě)

## Vrcholy
- Hochtor – (2 369 m n. m.)
- Großer Ödstein – (2 335 m n. m.)
- Haindlkarturm – (2 257 m n. m.)
- Reichenstein – (2 251 m n. m.)

- Sparafeld – (2 247 m n. m.)
- Großer Pyhrgas – (2 244 m n. m.)

- Großer Buchstein – (2 224 m n. m.)
- Lugauer – (2 217 m n. m.)
- Scheiblingstein – (2 197 m n. m.)
- Bosruck – (1 992 m n. m.)

## Horské chaty
- Hesshütte – (1 699 m n. m.)
- Buchsteinhaus – (1 546 m n. m.)
- Haindlkar Hütte – (1 121 m n. m.)
- Ennstaler Hütte – (1 544 m n. m.)
- Mödlinger Hütte – (1 523 m n. m.)
- Rohrauer Haus – (1 308 m n. m.)

## Gesäuse
Národní park Gesäuse zahrnuje nejdivočejší úsek populární vodácké řeky Enns a rovněž hornatou krajinu. Z rakouských národních parků je nejmladší a s rozlohou přes 110 km2 třetí největší. Krajinu charakterizují skály, lesy a vodstvo. Na základě mnoha značných rozdílů v nadmořské výšce nalezneme v Národním parku Gesäuse množství velmi rozmanitých lokalit a následkem toho mnoho živočišných a rostlinných druhů.

## Správní střediska

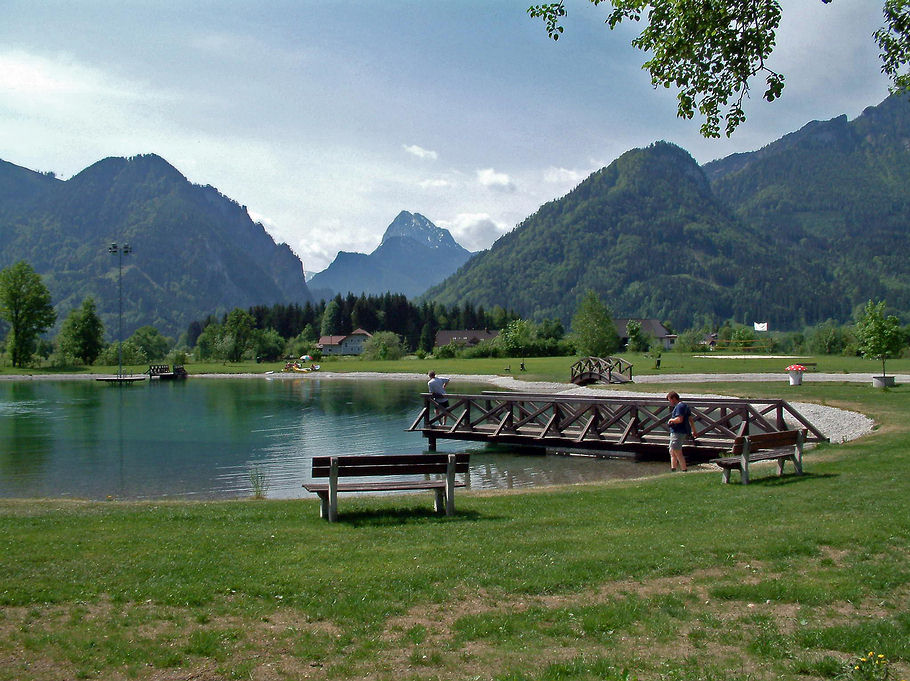
V blízkosti města Hieflau – v pozadí Lugauer

- Admont
- Hieflau
- Johnsbach
- Landl
- St. Gallen
- Weng

## Turistika
Oblast Ennstalských Alp a parku Gesäuse je známá mimo jiné vodáckými aktivitami na řece Enns. Pro horolezce a vysokohorské turisty je zde nepřeberné množství možných cílů a výstupů. Atraktivně vedené zajištěné cesty, hustá síť turistického značení a dobrá infrastruktura horských chat je výborným předpokladem pro návštěvu tohoto kouzelného koutu Alp.